# Elida (Nuevo México)
Elida es un pueblo ubicado en el condado de Roosevelt en el estado estadounidense de Nuevo México. En el Censo de 2010 tenía una población de 197 habitantes y una densidad poblacional de 93,21 personas por km².

## Geografía
Elida se encuentra ubicado en las coordenadas 33°56′39″N 103°39′19″O / 33.94417, -103.65528. Según la Oficina del Censo de los Estados Unidos, Elida tiene una superficie total de 2.11 km², de la cual 2.11 km² corresponden a tierra firme y (0%) 0 km² es agua.

## Demografía
Según el censo de 2010, había 197 personas residiendo en Elida. La densidad de población era de 93,21 hab./km². De los 197 habitantes, Elida estaba compuesto por el 78.17% blancos, el 2.03% eran afroamericanos, el 0.51% eran amerindios, el 1.52% eran asiáticos, el 0% eran isleños del Pacífico, el 16.75% eran de otras razas y el 1.02% pertenecían a dos o más razas. Del total de la población el 25.38% eran hispanos o latinos de cualquier raza.